# Gjuro Szabo (povjesničar)
Gjuro Szabo (Novska, 3. veljače 1875. – Zagreb, 2. svibnja 1943.), hrvatski povjesničar, konzervator i muzeolog.

## Životopis
Gjuro Szabo rođen je u Novskoj, u obitelji krajiškog kapetana, kasnije kotarskog predstojnika. Osnovno školovanje i Klasičnu gimnaziju (maturirao 1892. godine) završio je u Zagrebu, a u Beču je studirao povijest i germanistiku. Službovao je kao učitelj u Senju, Osijeku, Bjelovaru i Zagrebu. Na poticaj i preporuku Tadije Smičiklasa posjećuje Budimpeštu, Prag, Beč i Nürnberg kako bi se usavršio u području konzervacije i restauracije povijesnih i umjetničkih spomenika. Bio je profesor u Klasičnoj gimnaziji u Zagrebu od 1907. do 1910. te od 1912. do 1920. godine. Od 1911. do 1943. bio je tajnik Zemaljskog povjerenstva za čuvanje spomenika u Hrvatskoj i Slavoniji, od 1919. do 1926. ravnatelj Muzeja za umjetnost i obrt, a od 1928. do 1943. ravnatelj Muzeja grada Zagreba. 1936. postaje dopisni član Jugoslavenske akademije znanosti i umjetnosti. Objavio je više od 200 radova s područja nacionalne povijesti, povijesti umjetnosti, konzervatorstva, muzeologije i toponomastike.
Pokopan je na Mirogoju u istoj grobnici s istoimenim šahistom Gjurom Szabom, profesoricom Marinkom Majerski i jednim od najcitiranijih hrvatskih kemičara prof. dr. Zdenkom Majerskim.

## Djela
- Sredovječni gradovi u Hrvatskoj i Slavoniji, Zagreb 1920.
- Prilozi za građevnu povijest zagrebačke katedrale, Zagreb 1929.
- Iz starih dana Zagreba, svezak 1 1929., svezak 2 1930., svezak 3 1933.
- Umjetnost u našim ladanjskim crkvama, Zagreb 1930.
- Kroz Hrvatsko zagorje, Zagreb 1939.
- Stari Zagreb, Zagreb 1941.

## Vanjske poveznice
- Szabo, Gjuro Hrvatska enciklopedija
- Zdenko Majerski Hrvatska tehnička enciklopedija, portal hrvatske tehničke baštine. LZMK